# Bloqueador de puberdade
Os bloqueadores da puberdade, também chamados de inibidores da puberdade ou bloqueadores hormonais, são medicamentos usados para adiar a puberdade em crianças. Os bloqueadores da puberdade mais comumente usados são os agonistas do hormônio liberador de gonadotrofina (GnRH), que suprimem a produção de hormônios sexuais, incluindo testosterona e estrogênio. Além de seus vários outros usos médicos, os bloqueadores da puberdade são usados por crianças trans e em questionamento para retardar o desenvolvimento de características sexuais secundárias indesejadas, modo a permitir que os jovens trans tenham mais tempo para explorar a sua identidade.

## Usos médicos
Atrasar ou suspender temporariamente a puberdade é um tratamento médico para crianças cuja puberdade começou anormalmente precoce (puberdade precoce). Os bloqueadores da puberdade também são comumente usados para crianças com baixa estatura idiopática, para quem esses medicamentos podem ser usados para promover o desenvolvimento de ossos longos e aumentar a altura do adulto. Em adultos, os mesmos medicamentos são usados para tratar endometriose e câncer de próstata. Os bloqueadores da puberdade previnem o desenvolvimento de características sexuais secundárias biológicas. Eles retardam o crescimento dos órgãos sexuais e a produção de hormônios. Outros efeitos incluem a supressão das características masculinas de pêlos faciais, vozes profundas e pomo de Adão, e a interrupção das características femininas do desenvolvimento mamário e da menstruação.
Os bloqueadores da puberdade são às vezes prescritos para jovens transgêneros, para interromper temporariamente o desenvolvimento de características sexuais secundárias. Os bloqueadores da puberdade permitem que os pacientes tenham mais tempo para solidificar sua identidade de gênero, sem desenvolver características sexuais secundárias. Se uma criança mais tarde decidir não fazer a transição para outro gênero, a medicação pode ser interrompida, permitindo que a puberdade prossiga. Pouco se sabe sobre os efeitos colaterais a longo prazo dos bloqueadores hormonais ou da puberdade em crianças com disforia de gênero. Embora os bloqueadores da puberdade sejam conhecidos por serem um tratamento seguro e fisicamente reversível se interrompidos a curto prazo, também não se sabe se os bloqueadores hormonais afetam o desenvolvimento de fatores como densidade mineral óssea, desenvolvimento cerebral e fertilidade em pacientes transgêneros. Os bloqueadores da puberdade dão aos jovens transgêneros uma transição mais suave para sua identidade de gênero desejada como um adulto.
Embora poucos estudos tenham examinado os efeitos dos bloqueadores da puberdade para adolescentes transgêneros ou não conformes ao gênero, os estudos que foram conduzidos indicam que esses tratamentos são razoavelmente seguros e podem melhorar o bem-estar psicológico desses indivíduos, e foi encontrada uma associação entre bloqueadores da puberdade e diminuição da tendência suicida ao longo da vida.
Uma revisão publicada na Child and Adolescent Mental Health descobriu que os bloqueadores da puberdade são totalmente reversíveis e que estão associados a resultados positivos como diminuição da tendência suicida na idade adulta, melhora do afeto e do funcionamento psicológico e melhora da vida social.
Efeitos adversos na mineralização óssea e fertilidade comprometida são riscos potenciais de supressão puberal em jovens disfóricos de gênero tratados com agonistas de GnRH. Além disso, o tecido genital em mulheres transgênero pode não ser ideal para uma potencial vaginoplastia mais tarde na vida devido ao subdesenvolvimento do pênis.

### Formas disponíveis
Vários bloqueadores da puberdade são usados. Estes incluem os agonistas de GnRH buserelina, histrelina, leuprorrelina, nafarelina e triptorelina. Os agonistas de GnRH estão disponíveis e são usados como injeções subcutâneas diárias, injeções subcutâneas ou intramusculares de depósito com duração de 1 a 6 meses, implantes com duração de 12 meses e sprays nasais usados várias vezes ao dia. Espera-se também que os antagonistas de GnRH sejam eficazes como bloqueadores da puberdade, mas ainda não foram amplamente estudados ou usados para esse fim. Progestágenos usados em altas doses, como acetato de medroxiprogesterona e acetato de ciproterona, foram usados como bloqueadores da puberdade no passado ou quando os agonistas de GnRH não são possíveis. Eles não são tão eficazes quanto os agonistas de GnRH e têm mais efeitos colaterais. O antiandrogênico bicalutamida tem sido usado como um bloqueador de puberdade alternativo em meninas transgênero para as quais os agonistas de GnRH foram negados pelo seguro.
Bloqueadores da puberdade de ação central, como os agonistas de GnRH, são ineficazes na puberdade precoce periférica, que é independente de gonadotropina. Nessa situação, inibidores diretos da ação e/ou síntese dos hormônios sexuais devem ser empregados. As opções de tratamento para a puberdade precoce periférica em meninas, como na síndrome de McCune-Albright, incluem cetoconazol, os inibidores da aromatase testolactona, fadrozol, anastrozol e letrozol, e os antiestrogênios tamoxifeno e fulvestrant. As possibilidades de tratamento para a puberdade precoce periférica em meninos, como na puberdade precoce familiar masculina limitada, incluem os antiandrogênios bicalutamida, espironolactona e acetato de ciproterona, cetoconazol e os inibidores da aromatase testolactona, anastrozol e letrozol.